# Сан-Джованні-ін-Олео

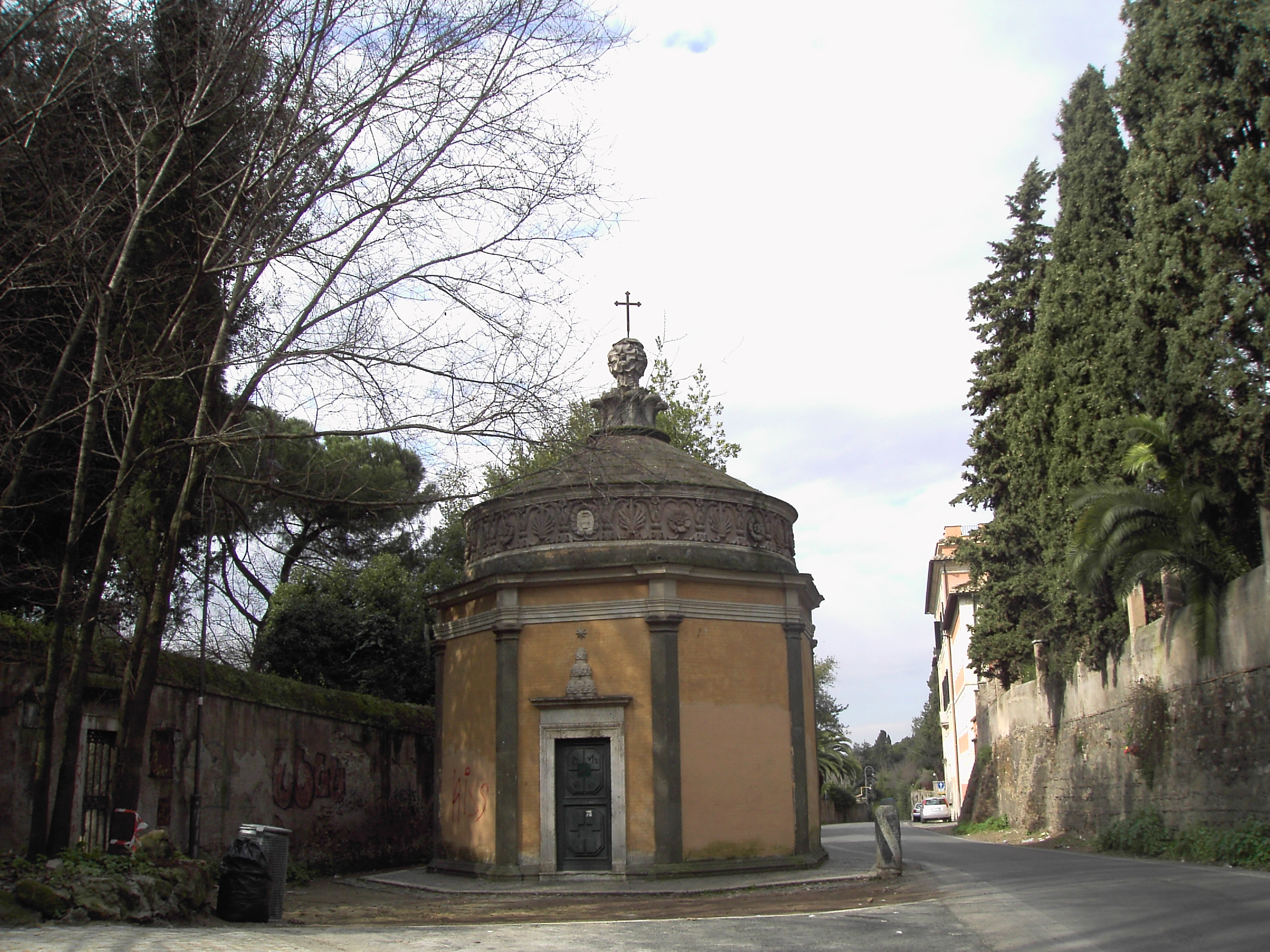
Сан Джованні ін Олео

Сан-Джованні-ін-Олео — Ораторіум в Римі. У своїй теперішній формі зберігся із 16 століття.

## Положення
Ораторіум Сан-Джованні-ін-Олео  знаходиться у XIX районі Рима Целій і близько 25 метрів на захід від Порта Латіна.

## Історія будівництва
За переданням ораторій збудували на місті де апостола Івана піддано мукам у киплячій олії і після чого він вижив. Це відбувалося за часів римського імператора Доміціана наприкінці 1 століття. До нас дійшли письмові згадки про цю подію з 3 століття.
Бенедикт Адам — французький прелат і Аудитор у Санкта Рота зводить будівлю у 1509 році. Її приписують роботі Браманте, хоча не всі поділяють цю думку. За завданням папи Олександра VII у 1658 році споруду добудовує і реставрує Франческо Борроміні. Остання реставрація проведена у 1716 році.

## Галерея

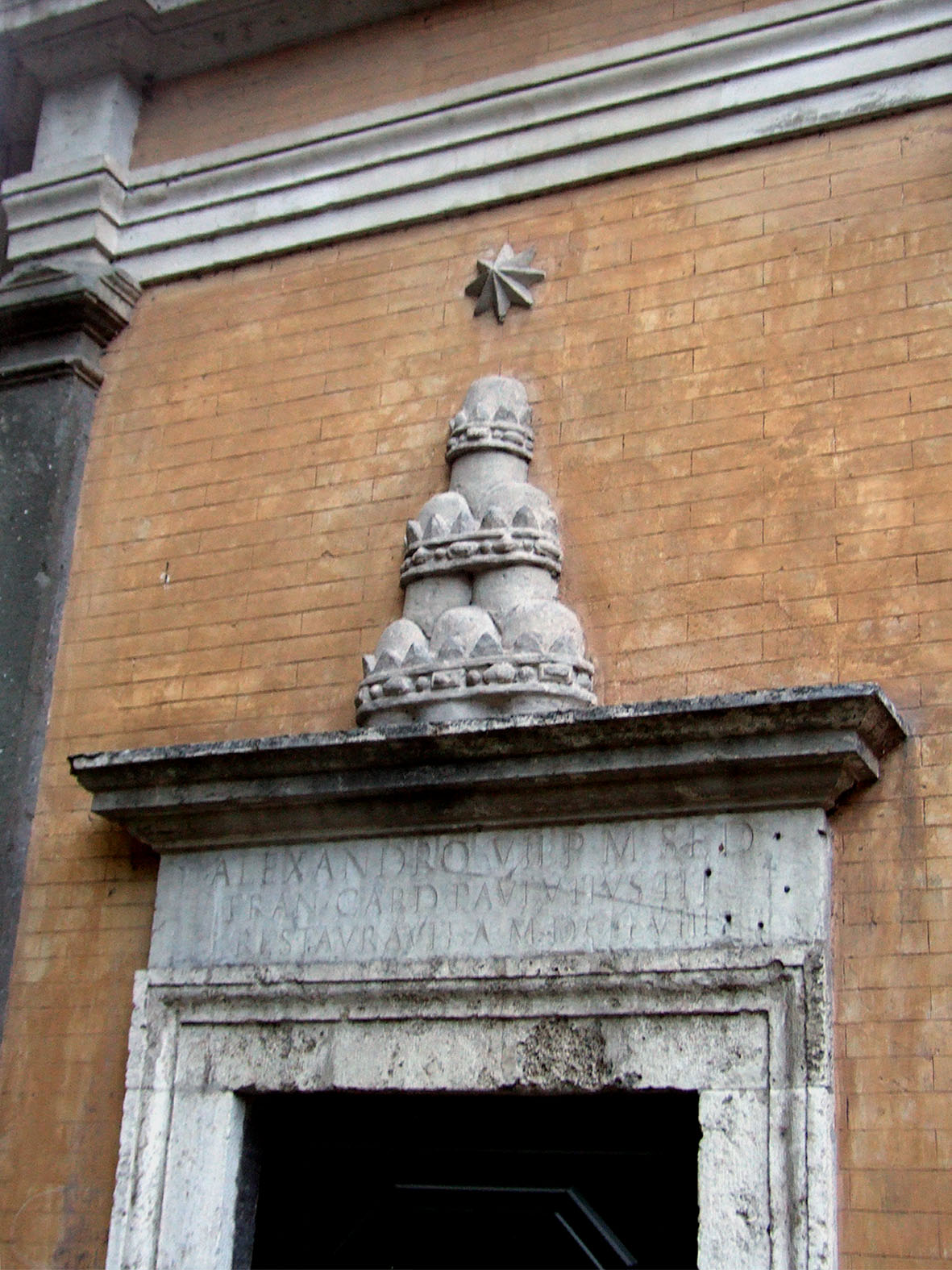
Герб Хіджі над східним порталом
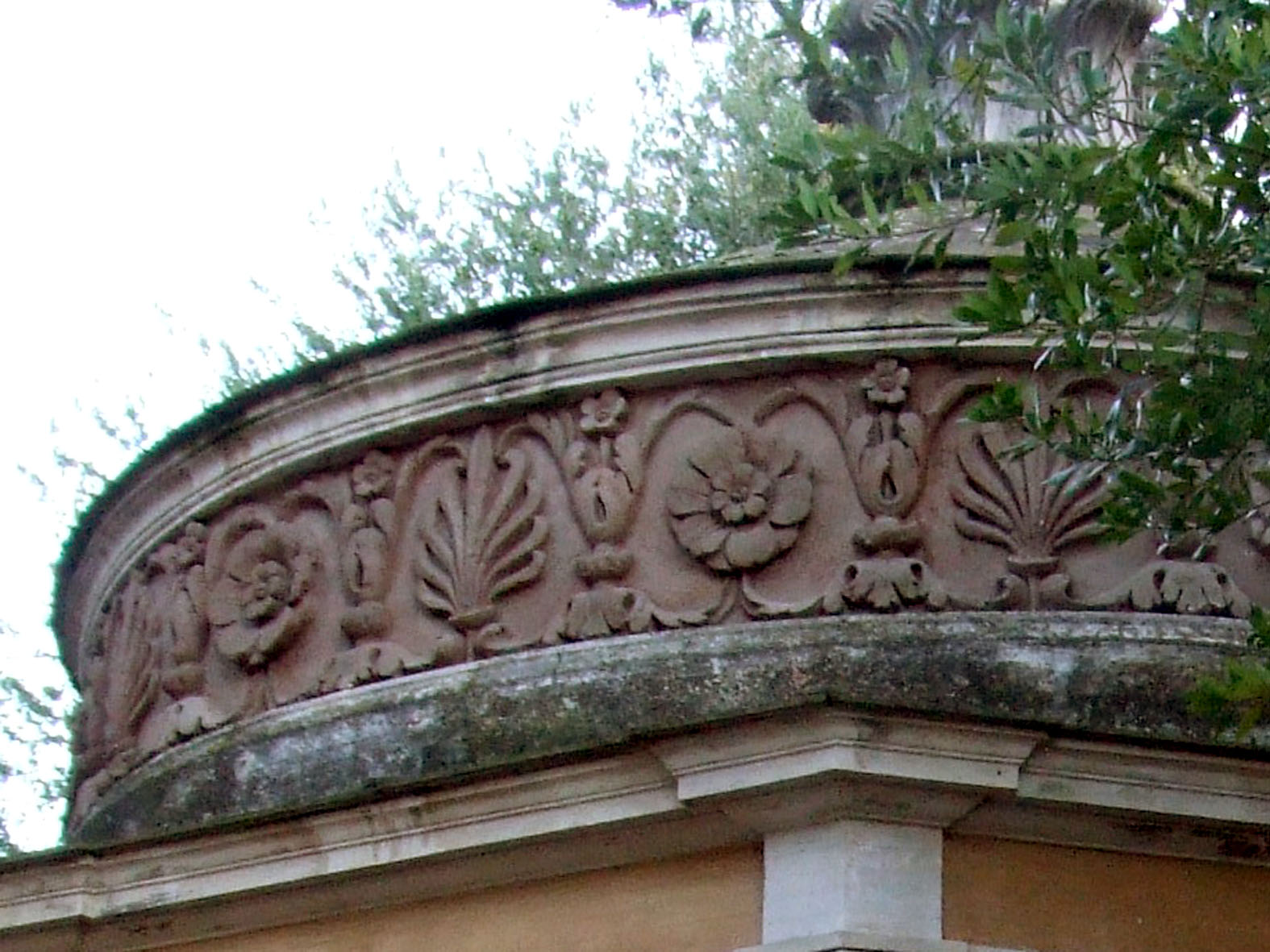
Обрамлення даху
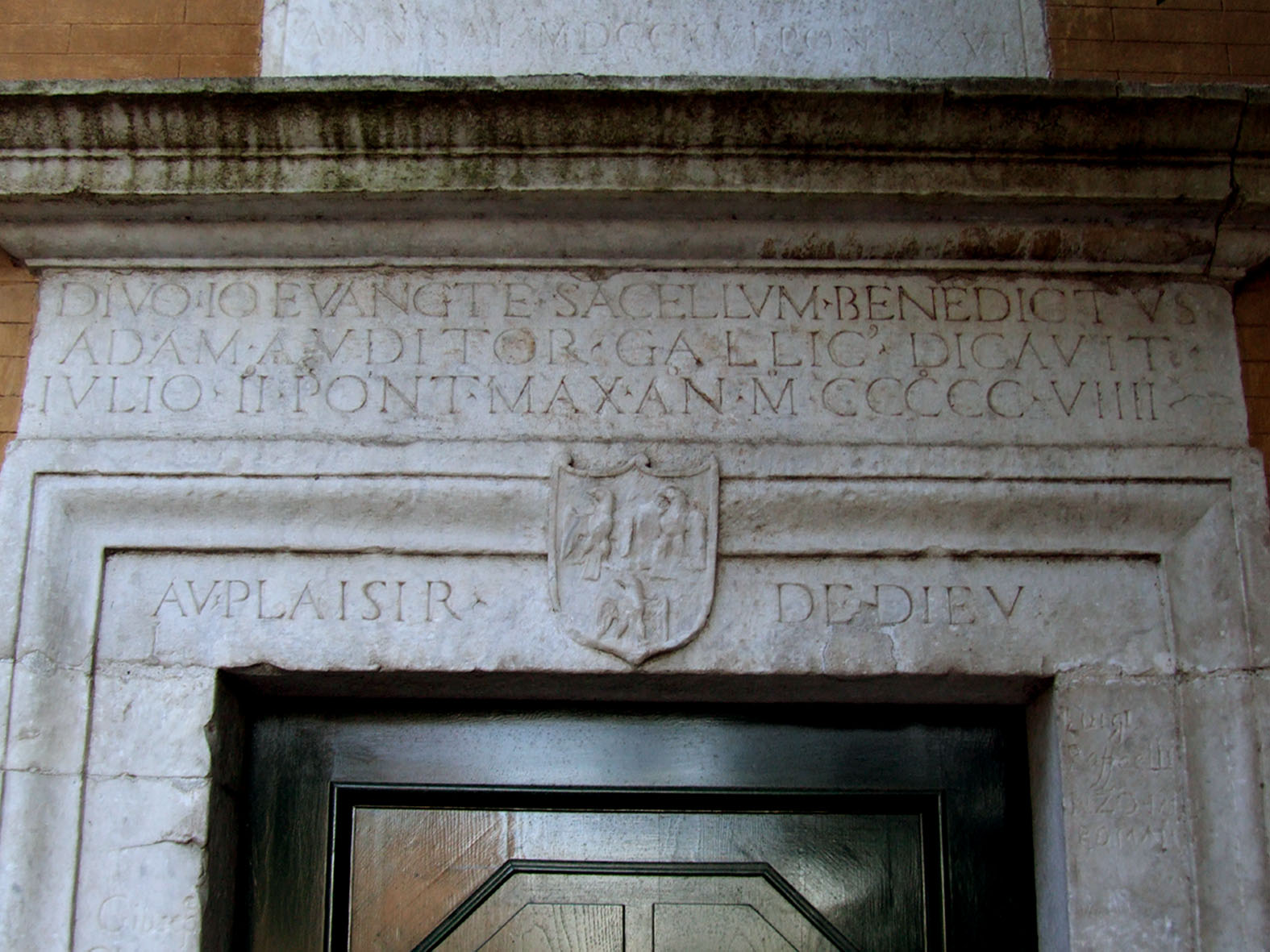
Надпис « Au plaisir de Dieu » на західному порталі